# Utzenmühle (Pleinfeld)
Utzenmühle ist ein Gemeindeteil des Marktes Pleinfeld im Landkreis Weißenburg-Gunzenhausen (Mittelfranken, Bayern). Utzenmühle liegt in der Gemarkung Mischelbach.

## Lage
Die Einöde liegt zwischen Pleinfeld und Mühlstetten, zwei Kilometer von Pleinfeld entfernt auf einer Höhe von rund 400 m ü. NHN. Zusammen mit den anderen zu Pleinfeld gehörenden Mühlen Heinzenmühle, Seemannsmühle, Mackenmühle, Prexelmühle, Reichertsmühle, Mäusleinsmühle, Ketschenmühle und Böschleinsmühle liegt Utzenmühle an der Staatsstraße 2224, der sogenannten Mühlstraße. In der Nähe verlaufen die Schwäbischen Rezat und die Bahnstrecke Treuchtlingen–Nürnberg. Bis zum Großen Brombachsee sind es etwa drei Kilometer.

## Geschichte
Die Utzenmühle wurde im 14. Jahrhundert erbaut. Mit dem Gemeindeedikt (frühes 19. Jahrhundert) wurde Utzenmühle dem Steuerdistrikt und der Ruralgemeinde Mischelbach zugewiesen. Im Zuge der Gebietsreform in Bayern erfolgte am 1. Juli 1972 die Eingemeindung nach Pleinfeld.